# 러시아 헌법재판소

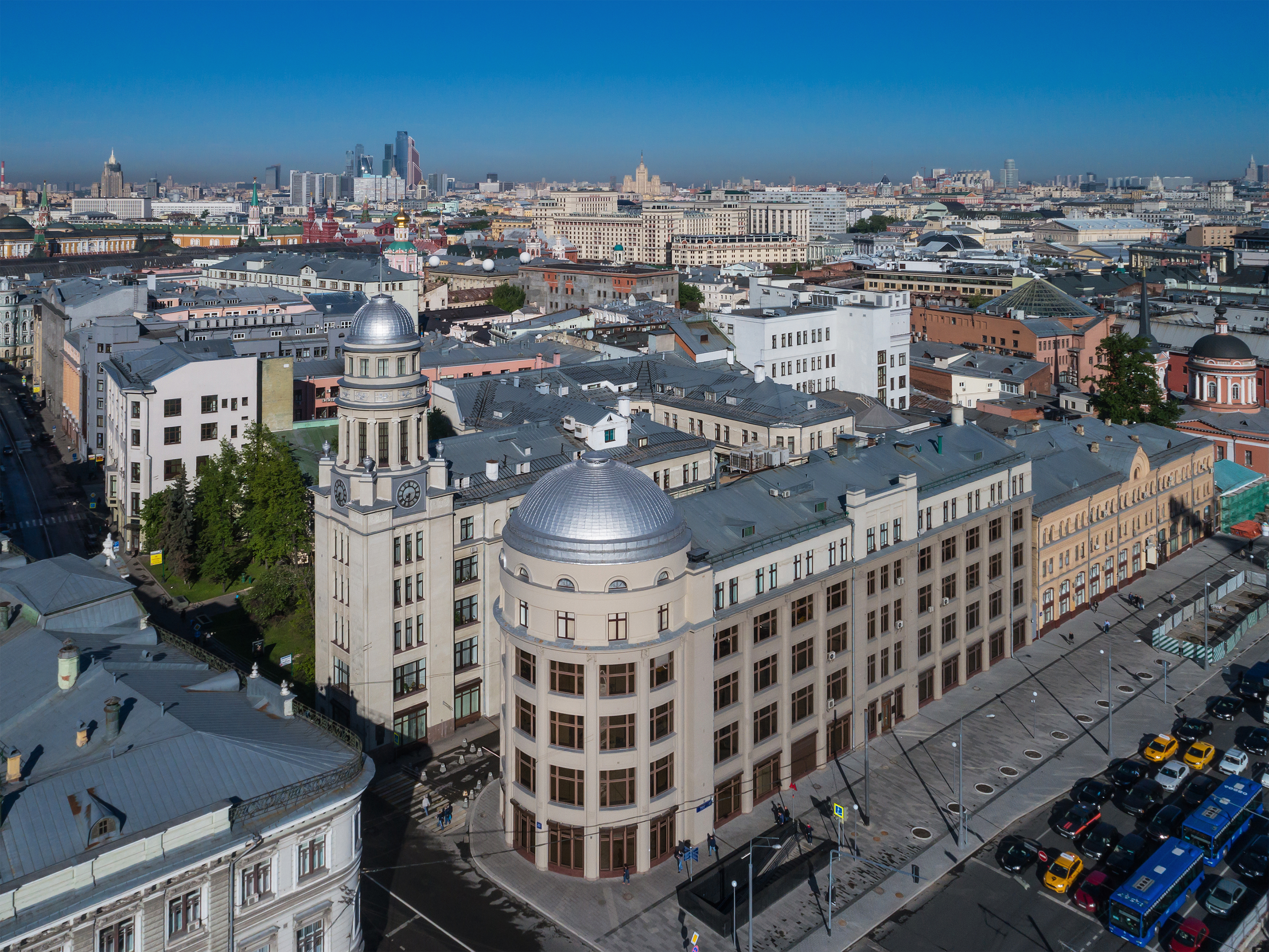
구 러시아 연방 헌법재판소 소재지는 모스크바이며, 구 러시아 연방 헌법재판소 건물은 현재 러시아 연방 헌법재판소 모스크바 대표부 건물로 쓰이고 있다.

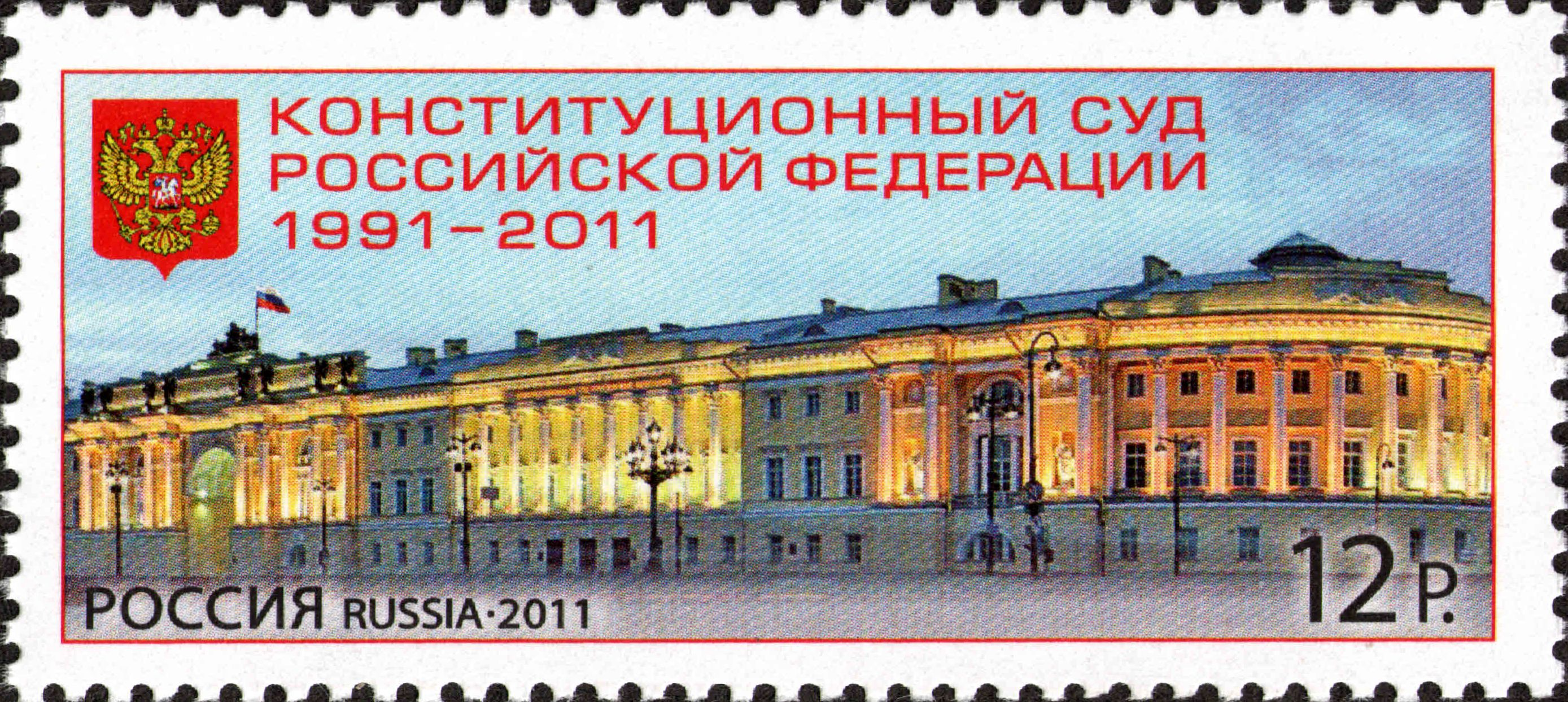
현재 러시아 연방 헌법재판소 소재지는 상트페테르부르크이며, 현 러시아 연방 헌법재판소 건물은 과거에 원로원 및 시노드로 쓰였다.

러시아 연방 헌법재판소 (러시아어: Конституцио́нный суд Российской Федерации, 약칭 КС РФ)는 러시아에서 헌법재판을 담당하는 최고 사법 기관으로, 헌법 질서, 기본 인권, 자유의 기초를 보호하기 위해 헌법 절차를 거쳐 독립적으로, 자주적으로 사법권을 행사하고 러시아 연방 전역에서 러시아 연방 헌법의 최고권과 직접행동을 보장한다.
러시아 헌법 재판소의 권한, 절차 및 활동은 러시아 연방 헌법과 "러시아 연방 헌법 재판소에 관한 연방 헌법"에 따라 제정되었다.
러시아 헌법재판소는 러시아 대통령의 제안에 따라 연방평의회가 임명한 11명의 판사로 구성된다.

## 같이 보기
- 권력 분립
- 법치국가
- 헌법 경제학